# Desmia flebilialis
Desmia flebilialis là một loài bướm đêm trong họ Crambidae.